# Berlanguella
Berlanguella es un género de moluscos nudibranquios de la familia Chromodorididae (babosas de mar).

## Diversidad
El género  Berlanguella  incluye una única especie descrita:
- Berlanguella scopae  Ortea, Bacallado & Valdés, 1992